# Alfred Jodl
Alfred Josef Ferdinand Jodl (n. Alfred Baumgärtler, 10 mai 1890, Würzburg – d. 16 octombrie 1946, Nürnberg) a fost un general german, șeful Statului Major al OKW, unul dintre principalii comandanți militari din timpul celui de-al Doilea Război Mondial. La procesul de la Nürnberg a fost acuzat, condamnat la moarte și executat pentru crime de război și crime împotriva umanității. În 1953, a fost reabilitat de Înalta Curte de Denazificare ca militar la datorie.

## Cariera
Tatăl său, Alfred Jodl, a fost ofițer german iar mama sa, Therese Baumgärtler, provenea din mediul rural. Căsătoria dintre părinții săi a fost posibilă numai în 1899, după ce tatăl său și-a terminat cariera militară. Cu această ocazie, Alfred Jodl a primit numele de familie al tatălui său. A urmat școala de cadeți și în 1910 a intrat într-un regiment al armatei germane.
La scurt timp după izbucnirea Primului Război Mondial, a fost grav rănit la femur. S-a vindecat și a participat atât pe frontul de răsărit, cât și pe cel de apus. Deziluzionat de pierderea războiului de către Germania, Jodl a intenționat să părăsească armata și să devină medic.
În 1935 a fost înaintat la gradul de general-maior. După Anschluss a fost trimis la Viena, la comanda regimentului 44 de artilerie. În septembrie a participat la invadarea Poloniei.
Fervent sprijinitor al NSDAP, Jodl era un apropiat al lui Hitler, care l-a numit în 1939 șef al operațiilor. În 1944 a fost înaintat la gradul de Generaloberst (general-colonel).
În timpul complotului din iulie, împotriva lui Hitler, Jodl a fost rănit, fiind aproape de moarte. S-a refăcut, astfel că în 1945 a fost în situația de a semna capitularea necondiționată a Germaniei. Curând după aceea, a fost arestat, fiind acuzat de crime de război.
În procesul de la Nürnberg, generalul Alfred Jodl a fost judecat pentru că a acceptat ordine care contraveneau legilor războiului și a fost găsit vinovat de crime de război și crime împotriva umanității. Jodl a fost condamnat la moarte, alături de alți criminali de război naziști, și executat la 16 octombrie 1946 prin spânzurare. În urma demersurilor Luisei von Benda, cea de a doua soție a lui Jodl, Înalta Curte de Denazificare din München, printr-o sentință rămasă definitivă în 2 martie 1953, l-a reabilitat, stabilind că el nu putea fi încadrat la procesul de la Nürnberg nici în primul grup de acuzați (principalii vinovați), nici în cel de-al doilea (cei agresivi).
Reabilitarea a fost însă revocată de ministrul eliberării politice pentru Bavaria la 3 septembrie 1953, în urma obiecțiilor Statelor Unite; cu toate acestea, consecințele acestei achitări asupra moșternirii lui Jodl s-au menținut.

## Decorații
- Crucea de Fier (1914) cl. a II-a (20 noiembrie 1914) și cl. I (3 mai 1918)[11]
- Crucea de Fier cu baretă⁠(d) (1939) cl. a II-a (30 septembrie 1939) și cl. I (23 decembrie 1939)[11]
- Crucea de Cavaler al Crucii de Fier cu frunze de stejar
  - Crucea de Cavaler la 6 mai 1945 ca Generaloberst⁠(d) și șef al Wehrmachtfuhrungsstabes im OKW[12]
  - Frunze de stejar la 10 mai 1945.[12]

### Decorații străine
- Ordinul „Steaua României” cu spade clasa I, cu panglica de „Virtutea Militară” (14 octombrie 1941) „pentru merite excepționale dovedite în operațiunile contra bolșevismului”[13]

## Finalul

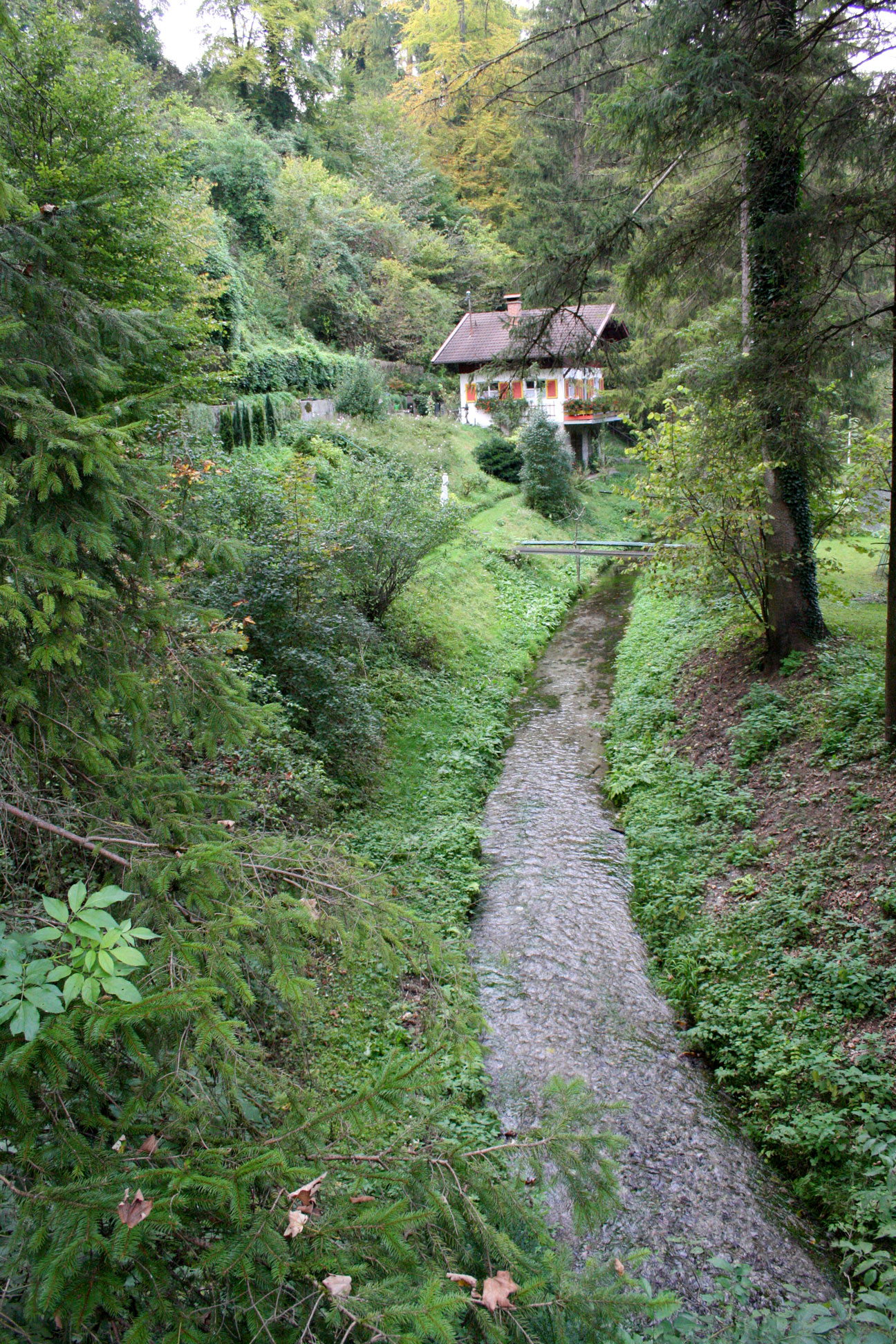
Pȃrȃul Wenzbach (München) în care a fost împrăştiată cenuşa celor 11 inculpaţi

A fost condamnat la moarte, prin spȃnzurare, împreună cu alți 10 inculpați, la procesul din Nürnberg. Execuțiile (duse la împlinire de americanii John C. Woods și Joseph Malta) au avut loc în sala de sport a închisorii din Nürnberg la data de 16 octombrie 1946, între orele 1:00 și 2:57. Cei 10 naziști executați au fost: Hans Frank, Wilhelm Frick, Alfred Jodl, Ernst Kaltenbrunner, Wilhelm Keitel, Joachim von Ribbentrop, Alfred Rosenberg, Fritz Sauckel, Arthur Seyss-Inquart și Julius Streicher. În dimineața zilei de 17 octombrie 1946 trupurile celor 10 executați, împreună cu trupul lui Hermann Göring (care se sinucise cu cianură cu o noapte înainte), au fost transportate cu camioane americane la crematoriul cimitirului estic din München, unde au fost imediat incinerate. Cenușa acestora a fost împrăștiată apoi de ofițeri americani în pârâul Wenzbach (mic afluent de stânga al râului Isar), lângă strada Conwentzstraße din München, spre a nu deveni ulterior loc de pelerinaj pentru extremiști de dreapta.